# Бродла
Бродла (пол. Brodła) — село в Польщі, у гміні Альверня Хшановського повіту Малопольського воєводства.
Населення — 999 осіб (2011).
У 1975-1998 роках село належало до Краківського воєводства.

## Демографія
Демографічна структура станом на 31 березня 2011 року:
|          | Загалом | Допрацездатний вік | Працездатний вік | Постпрацездатний вік |
| -------- | ------- | ------------------ | ---------------- | -------------------- |
| Чоловіки | 502     | 81                 | 366              | 55                   |
| Жінки    | 497     | 71                 | 278              | 148                  |
| Разом    | 999     | 152                | 644              | 203                  |